# Hwaseo-myeon
Hwaseo-myeon (koreanska: 화서면) är en socken i den centrala delen av Sydkorea, 150 km sydost om huvudstaden Seoul. Den ligger i kommunen Sangju i provinsen Norra Gyeongsang.